# Oxypetalum acerosum
Oxypetalum acerosum är en oleanderväxtart som beskrevs av Gustaf Oskar Andersson Malme. Oxypetalum acerosum ingår i släktet Oxypetalum och familjen oleanderväxter. Inga underarter finns listade i Catalogue of Life.